# Neus Buira Ferré
Neus Buira i Ferré (Lleida, Segrià, 1967) és una artista interdisciplinària, formada a l'Escola Eina de Barcelona, va ampliar els seus estudis a l'École de Nimes (França) i al departament de projectes interdisciplinars de la Kunstakademie de Düsseldorf (Alemanya) on va aprofundir en el coneixement del vídeo i la fotografia. L'any 1993 inicia els estudis de filosofia a la Universitat de Barcelona, on es llicencia l'any 2000. Des de l'any 2006 Neus Buira viu centrada en el projecte Q (www.qcentro.org).
La seva producció artística, entesa com un petit refugi, abunda en temes com el jo, la identitat de l'individu i l'estudi de les problemàtiques esdevingudes en la recerca de la identitat en un món despersonalitzat, tot emprant sistemes i estructures que provenen de l'imaginari social i subratllant les fronteres de la diferència. Normalment, Buira s'expressa pictòricament a partir de l'abstracció; mentre que en el cas de la fotografia acostuma a elaborar Retrats que mostren l'individu a la recerca de la seva pròpia identitat. Pel que fa a les instal·lacions, l'artista uneix símbols, iconografies i metàfores.
Com a docent ha impartit classes d'arts plàstiques i filosofia principalment a l'Escola Eina i a Theater Total de Bochum, Alemanya.